# Himério (comandante em Régio)

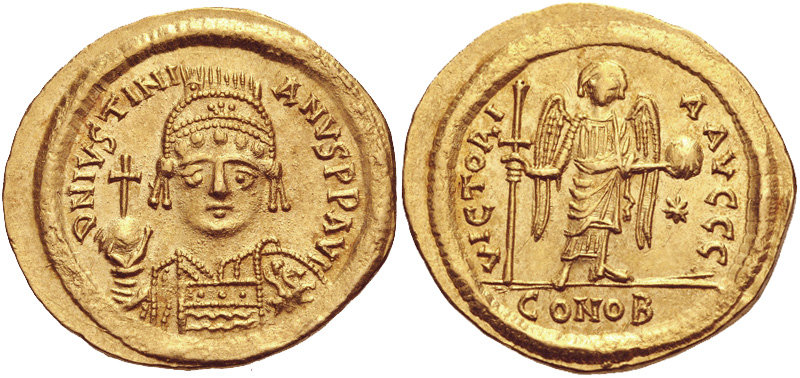
Soldo de Justiniano r.

Himério (em latim: Himerius) foi um oficial bizantino do século VI, ativo durante o reinado do imperador Justiniano (r. 527–565). Aparece em 550 quando foi nomeado por Belisário, ao lado de Torismundo, como comandante da guarnição (tribuno) de Régio. Conseguiu repelir uma invasão gótica naquele ano, mas então foi sitiado e teve de render-se devido à fome. Talvez possa ser identificado com o duque de Bizacena homônimo, que esteve ativo alguns anos antes na África. Procópio não faz qualquer menção a isso, sendo possível tratar-se de pessoas diferentes. Segundo a PIRT, caso sejam a mesma pessoa, e considerando que um duque não seria nomeado como chefe de guarnição, é possível que isso seja fruto de despromoção decorrente de sua traição passada em Hadrumeto.